# مجموعة جيوش الشمال
مجموعة جيش الشمال ( NORTHAG ) تشكيلًا عسكريًا لحلف شمال الأطلنطي يضم أربعة فيلق جيش أوروبا الغربية، خلال الحرب الباردة كجزء من دفاع الناتو المتقدم في جمهورية ألمانيا الاتحادية .
تم تأسيس مقر مجموعة الجيش في 1 نوفمبر 1952 في باد أوينهاوسن، ولكن تم نقله في عام 1954 إلى رايندهلين. احتوى مجمع المقر الرئيسي بالقرب من مونشنغلادباخ على مقر NORTHAG وثلاثة مراكز قيادة أخرى؛ مقر القوات الجوية التكتيكية للحلفاء الثانية (2 ATAF)، جيش الراين البريطاني (BAOR) والقوات الجوية الملكية ألمانيا (RAFG).
في السابق، كانت مجموعة الجيش الواحد والعشرون على الجانب الأيسر من تقدم الحلفاء إلى ألمانيا، وتقدمت إلى سهل شمال ألمانيا. قد يكون هذا هو السبب في أن تشكيلًا بحجم أربعة فيلق - والذي يُعتبر عادةً جيشًا - تم منحه لقب ''مجموعة الجيش''.

## شارة
خلال تشييد مبنى المقر الرئيسي المشترك (JHQ)، تم العثور على فأس معركة الفرنجة ( Francisca ). كانت الشارة التي اختارها NORTHAG لأن الفرنجة كانوا قبيلة من غرب أوروبا تقاتل ضد المهاجمين من الشرق. في عام 451 م هزم الفرنجة جيشًا تحت قيادة أتيلا في شالون سور مارن وبذلك أنهوا غزو أوروبا الغربية من قبل الهون .